# Rede an die deutsche Jugend
Die Rede an die deutsche Jugend, die der französische Staatspräsident Charles de Gaulle am 9. September 1962 im Ludwigsburger Schlosshof hielt, gilt als entscheidender Schritt auf dem Weg zum deutsch-französischen Freundschaftsvertrag, der im Januar 1963 unterzeichnet wurde.

## Kontext

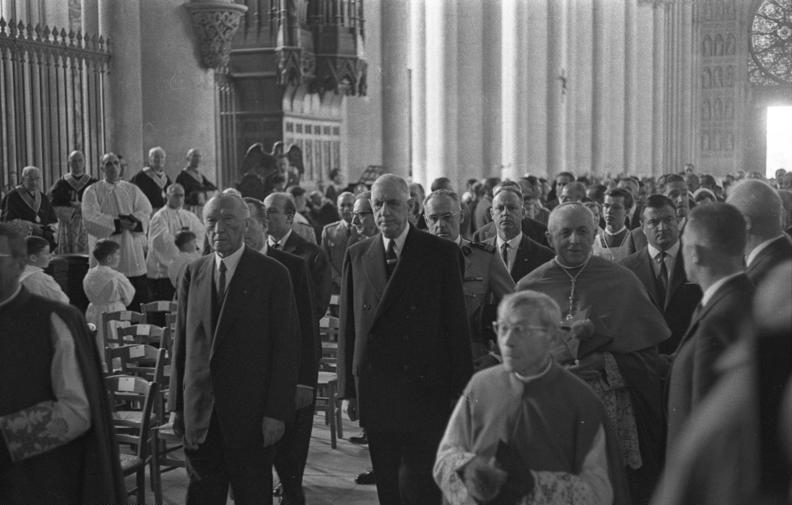
Adenauer und de Gaulle in der Kathedrale von Reims im Juli 1962

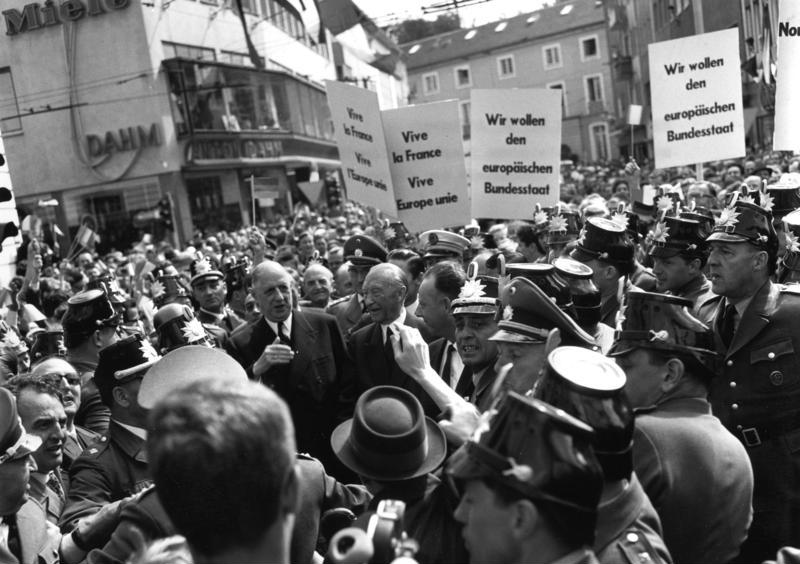
Staatsbesuch von de Gaulle in Bonn im September 1962

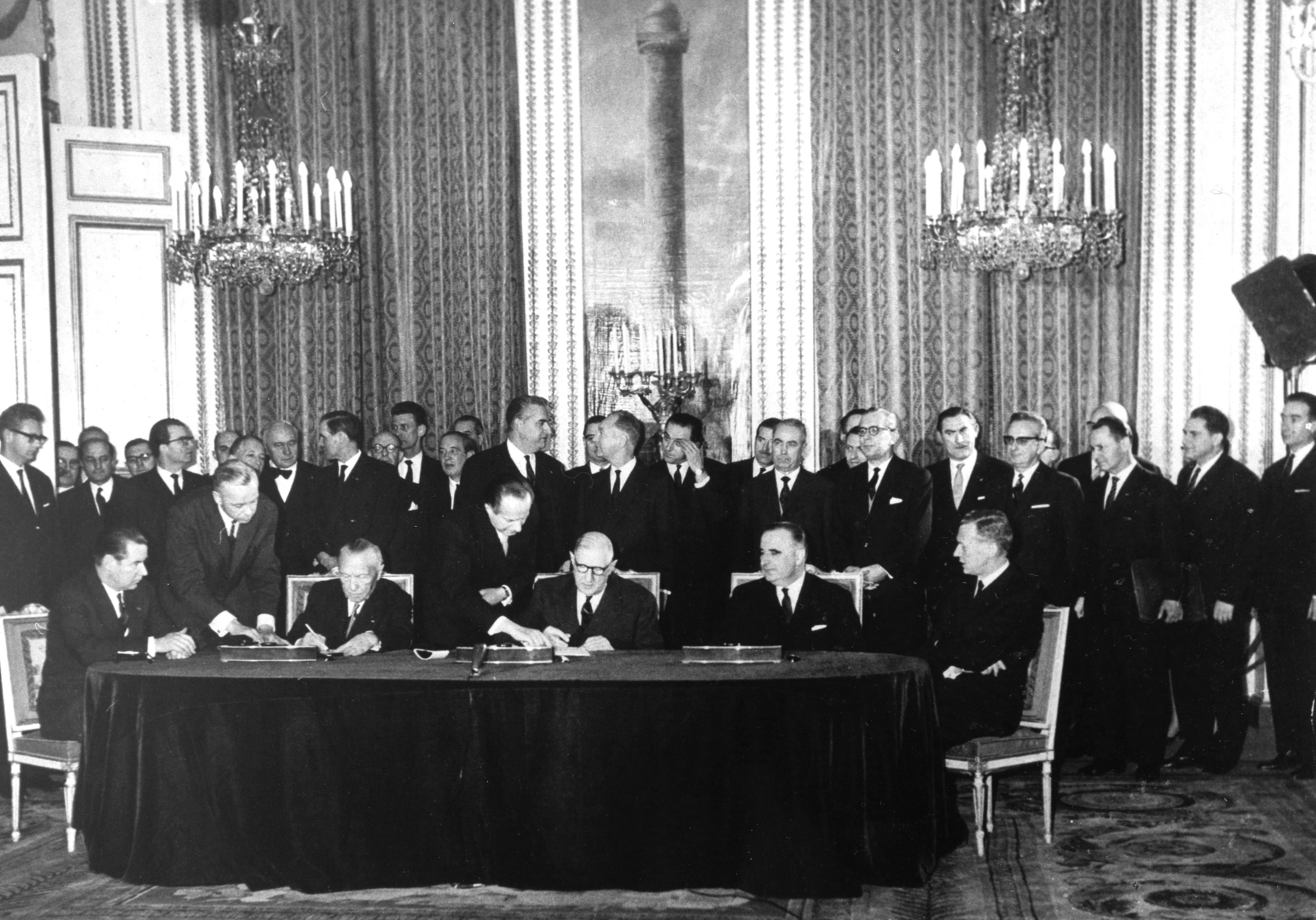
Unterzeichnung des deutsch-französischen Freundschaftsvertrags im Pariser Élysée-Palasts im Januar 1963

Nach dem Zweiten Weltkrieg schien eine Versöhnung zwischen den einstigen erbitterten Feinden Frankreich und Deutschland zunächst kaum möglich. Das Tischtuch zwischen den beiden Nachbarn schien für immer zerschnitten. Die Absicht Frankreichs nach dem Zweiten Weltkrieg, sich international als Großmacht zu etablieren und Deutschland aus Sicherheitsgründen zu schwächen, war jedoch nach der Verschärfung des Ost-West-Konfliktes im Jahr 1947 politisch nicht mehr durchsetzbar. Westdeutschland wurde von den USA ab 1948 als staatlich zu stärkende strategische Sicherheitszone gegen den Kommunismus betrachtet. Die Integration Deutschlands in ein europäisches Bündnis unter der Führung Frankreichs erwies sich in dieser Situation für Frankreich als Rettungsanker: Deutschland sollte angesichts der amerikanischen Hegemonialpolitik in einer engen Partnerschaft unter Kontrolle gehalten werden.
Im Jahr 1948 wurde das Deutsch-Französische Institut in Ludwigsburg gegründet. 1949 wurde der Europarat gegründet. 1950 konzipierte dieser eine Europäische Verteidigungsgemeinschaft. 1950 schlossen die Städte Montbéliard und Ludwigsburg den ersten Vertrag einer Städtepartnerschaft. 1950 wurde der Schuman-Plan vorgelegt. Der Plan führte 1951 zur Gründung der Europäischen Gemeinschaft für Kohle und Stahl und erwies sich so als wichtige Grundlage für den Prozess der europäischen Integration.
Das Verhältnis zwischen den beiden Staaten und ihrer politischen Führer blieb jedoch angespannt. Eine erste Einladung des französischen Präsidenten Charles de Gaulle lehnte Bundeskanzler Konrad Adenauer noch ab. Kurz darauf besuchte Adenauer de Gaulle gar in dessen privatem Haus in Colombey les Deux Églises. Adenauer war der einzige Regierungschef, dem jemals diese Ehre zuteilwurde.
Im Juli 1962 reiste Adenauer zu seinem ersten offiziellen Staatsbesuch nach Frankreich. Der Höhepunkt Adenauers Reise war eine Messe in der Kathedrale von Reims. Die Messe in der im Ersten Weltkrieg zerstörten Kathedrale galt als ein Symbol der Aussöhnung zwischen den einstigen Feinden Deutschland und Frankreich.
Schon zwei Monate später, vom 6. bis zum 9. September 1962 kam de Gaulle zum Gegenbesuch nach Deutschland. Er besuchte die damalige Bundeshauptstadt Bonn und reiste am Rhein entlang weiter nach Köln und Düsseldorf. Nach Stationen in Hamburg und München kam er am 9. September nach Stuttgart. Einem Besuch der in Stuttgart stationierten französischen Truppen folgte ein Empfang der Villa Reitzenstein, wo ihn der damalige Ministerpräsident von Baden-Württemberg und spätere Bundeskanzler Kurt Georg Kiesinger begrüßte. Anschließend brach er am Nachmittag nach Ludwigsburg auf. Um halb sechs begrüßten Bundespräsident Heinrich Lübke und Bundeskanzler Adenauer de Gaulle im Hof des Ludwigsburger Schlosses. Nach einer kurzen Eröffnungsrede Lübkes trat de Gaulle unter dem Jubel der rund 20.000 Zuschauer ans Rednerpult. Die Zuschauer im Hof des Ludwigsburger Schlosses waren hauptsächlich junge Menschen aus der ersten Nachkriegsgeneration, unter ihnen der spätere Bundespräsident Horst Köhler.
In Anschluss an de Gaulles Besuch in Deutschland begannen beide Länder, einen Vertrag auszuhandeln. Am 18. September 1962 legte de Gaulle ein Memorandum vor. Am 8. November 1962 antwortete Deutschland mit grundsätzlicher Zustimmung mit Anmerkungen zu Einzelfragen. Am 22. Januar 1963 unterzeichneten de Gaulle und Adenauer schließlich den deutsch-französischen Freundschaftsvertrag, den Élysée-Vertrag. Der Vertrag band die einst so verfeindeten Länder noch enger aneinander. Deutschland und Frankreich verständigten sich darauf, in der Außenpolitik, der Verteidigung und der Bildung der Jugend zu kooperieren.

## Inhalt
De Gaulle hielt die knapp 14 Minuten lange Rede auf Deutsch. Diese Rede de Gaulles nahm Elemente des Elysée-Vertrags vorweg: eine gemeinsame Bildungs- und Jugendpolitik, die außen- und verteidigungspolitische Kooperation. De Gaulle betonte, dass die Jugendlichen selbst den institutionellen Rahmen mit Leben und Inhalt füllen müssten.
De Gaulle hielt keine Schuldrede, bezeichnet die Deutschen sogar als „großes Volk“. Dieses hätte im Laufe seiner Geschichte zwar manchen großen Fehler gemacht, aber der Welt auch geistige, wissenschaftliche, künstlerische und philosophische Erkenntnisse gebracht. Seine Rede war kein Blick zurück, sondern war der Blick in eine deutsch-französische Zukunft, die von Freundschaft geprägt sein müsse. Deutschland und Frankreich befänden sich in einer in durch den Kalten Krieg in zwei Lager aufgeteilten Welt. Dabei stünden beide Länder auf der gleichen Seite. Beide Völker müssten ihrem Ideal die Treue halten. Die nun ganz natürliche Solidarität der beiden Staaten müsse von der Politik organisiert werden.

## Nachwirkung

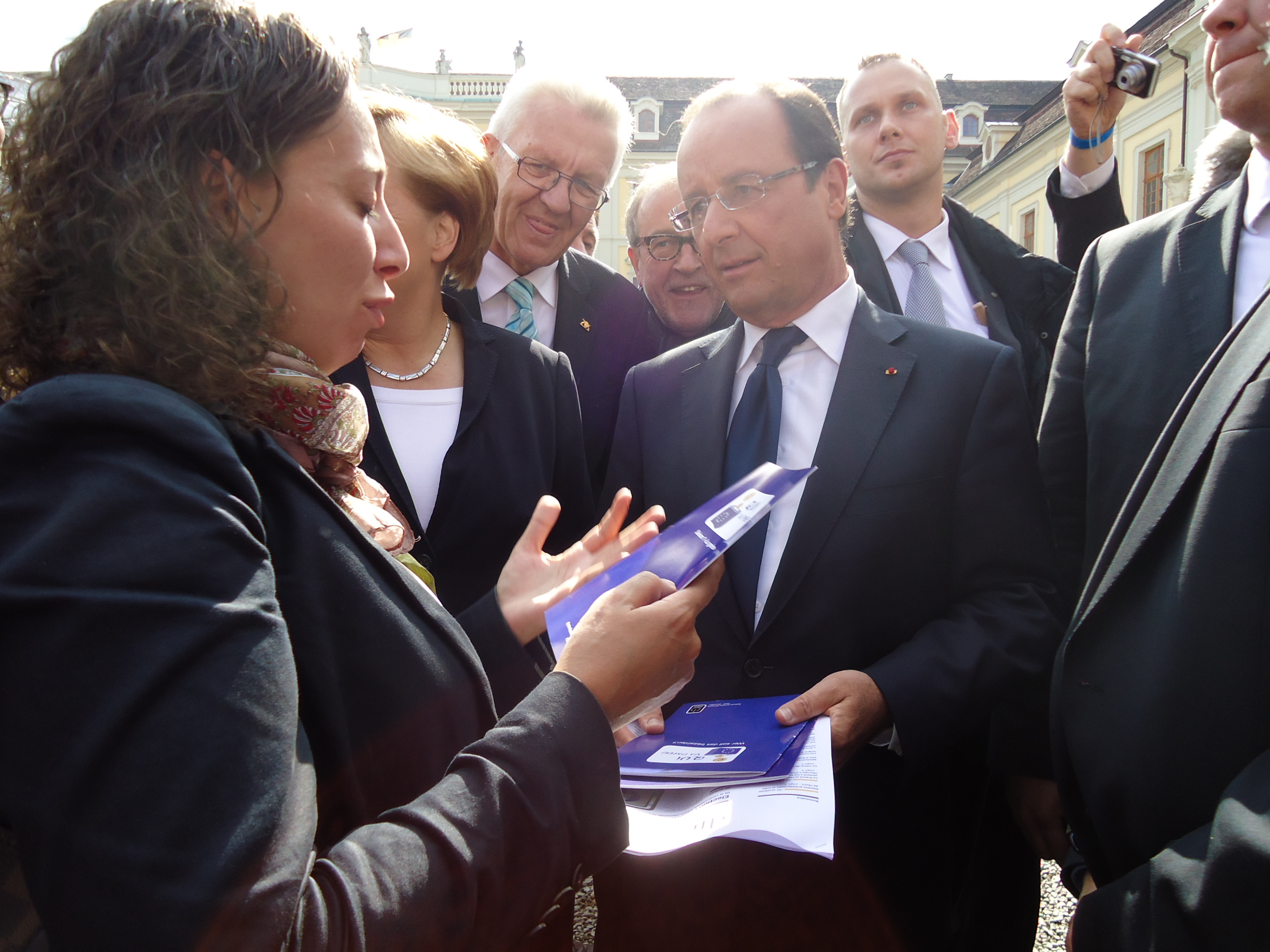
François Hollande im September 2012 in Ludwigsburg

Am 22. September 2012, 50 Jahre nach de Gaulles Rede, trafen sich Bundeskanzlerin Angela Merkel und Frankreichs Präsident François Hollande zu einem Festakt in Ludwigsburg, um die Rede zu würdigen.
Am 9. September 2022, dem 60. Jahrestag von de Gaulles Rede, fand ein Festakt im Ludwigsburger Schloss statt, an dem unter anderem Baden-Württembergs Ministerpräsident Winfried Kretschmann und die französische Staatssekretärin für Jugend Sarah El Haïry teilnahmen.

## Historischer Hintergrund
Bereits im Oktober 1805 schlossen Napoleon Bonaparte und der württembergische Herzog Friedrich II. im Ludwigsburger Schloss, der Sommerresidenz des Herzogs, ein Bündnis zwischen Württemberg und Frankreich.